# Under the Sun (filme de 2015)
Under the Sun (em russo:  В лучах Солнца, V luchakh solnca) é um documentário russo de 2015 dirigido por Vitaly Mansky. O filme segue por um ano a vida de uma família de Pyongyang, Coreia do Norte enquanto a filha do casal, Zin-mi, se prepara para fazer parte do Korean Children's Union no Dia da Estrela Brilhante (aniversário de Kim Jong-il).

## Resumo
O filme segue por um ano a vida de uma família de Pyongyang, Coreia do Norte enquanto a filha do casal, Zin-mi, se prepara para fazer parte do Korean Children's Union no Dia da Estrela Brilhante (aniversário de Kim Jong-il)
O filme se inicia com estas palavras: "O roteiro deste filme foi-nos atribuído pelo lado norte-coreano. Eles também, gentilmente, nos forneceram um  serviço de escolta 24 horas por dia, escolheram nossos locais de filmagem e examinaram todas as imagens que filmamos para garantir que não cometemos nenhum erro ao mostrar a vida de uma família perfeitamente comum no melhor país do mundo."

## Produção

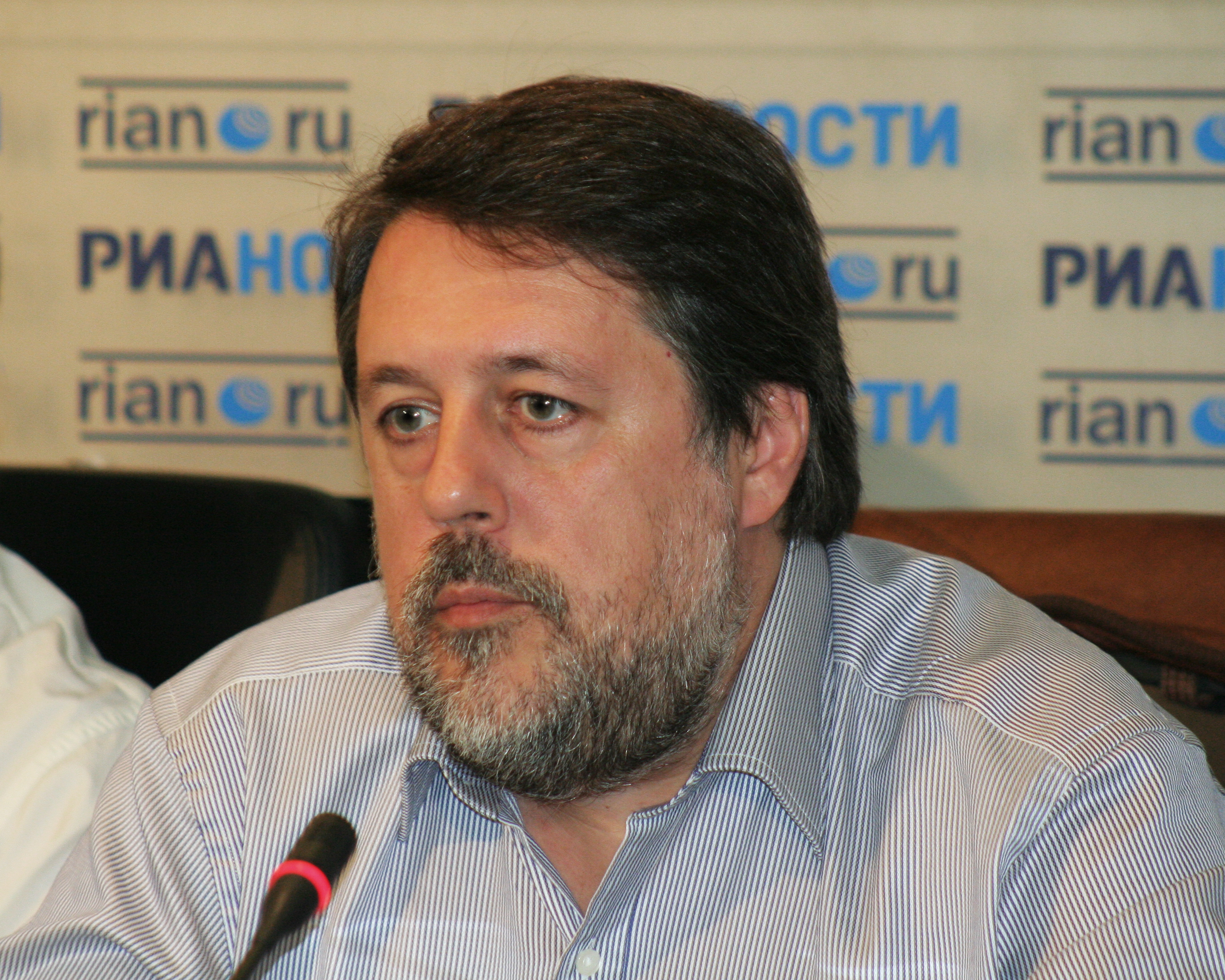
Vitaly Mansky, diretor de Under the Sun.

Mansky concebeu o projeto ambientado em um país similar a União Soviética. Ele imaginou o filme como sendo "uma máquina do tempo" para a União Soviética sob Stalin, um meio de conhecer a história de seu país. Antes do projeto, Mansky afirmou que nunca tinha visitado a Coreia do Norte e "apenas sabia o que a maioria de nós sabe". Após visitar o país, Mansky sentiu que a Coreia do Norte era "muito mais dura e cruel" do que a União Soviética. Mansky observou: "Do lado de fora, a Coreia se parece com a União Soviética dos anos 1930. Mas se você olhar mais profundamente, existe uma diferença crucial. Na União Soviética, nós tínhamos cultura - teatros bibliotecas, filmes. E o povo soviético eram pensadores críticos - eles reclamavam se houvesse alguma coisa que não gostassem. Se você comparar isso com a Coreia do Norte - eles não tem nenhuma destas memórias culturais. Todos parecem satisfeitos, felizes com como as coisas são. Isto é o que eu queria retratar no documentário."
A companhia russa Vertov.Real Cinema começou as negociações para assegurar a filmagem de um filme na Coreia do Norte em 2013. As negociações com o Ministério da Cultura norte-coreano duraram dois anos. O projeto foi finalizado como um retrato de garota de 8 anos de nome Zin-mi e sua família em  Pyongyang, focando na preparação da garota para se juntar ao Korean Children's Union no Dia da Estrela Brilhante (aniversário de Kim Jong-il). Os cineastas receberam permissão para fazer uma viagem de pesquisas para a Coreia do Norte e foram garantidos três períodos diferentes de filmagens, com 15 dias cada. Pelo contrato, o Ministério da Cultura iria supervisionar e aprovar todo aspecto do processo de filmagem. Eles criaram o roteiro, selecionaram cada um dos personagens e aprovaram as câmeras e cenas usadas no filme. Ao diretor Vitaly Mansky e sua equipe seriam apenas permitidas filmagens de cenas aprovadas em locações específicas designadas pelo governo. A equipe de filmagem também seria acompanhada por guias supervisionando a produção. A produtora Simone Baumann descreve o processo como "insuportável" para Mansky pois ele estava acostumado a ter completo controle do processo criativo de seus projetos. Ela afirma que "não podia deixar seu quarto de hotel sem que um oficial norte-coreano o seguisse".
Após chegar na Coreia do Norte, não foi permitido que Mansky fosse a qualquer lugar por conta própria e que falasse diretamente com nenhum dos personagens. Percebendo que o governo norte-coreano pretendia fazer um filme de propaganda, Mansky decidiu manter as camêras gravando entre as cenas. O filme capturou filmagens dos guias norte-coreanos ensaiando as cenas, instruindo os personagens em como se comportar e quais diálogos manter. Neste ponto, Mansky decidiu mudar o conceito do filme e usar as filmagens não aprovadas para fazer uma "exibição por trás das câmeras".
O filme foi inicialmente financiado pela Vertov.Real Cinema. Posteriormente, fundos foram providos pela Saxonia Entertainment da Alemanha,  Hypermarket Films da República Checa e da MDR da Letônia. Pelo contrato com o governo norte-coreano, o Ministério da Cultura recebeu crédito como co-produtor, embora não tenha fornecido nenhum apoio financeiro para o filme.

### Filmagem

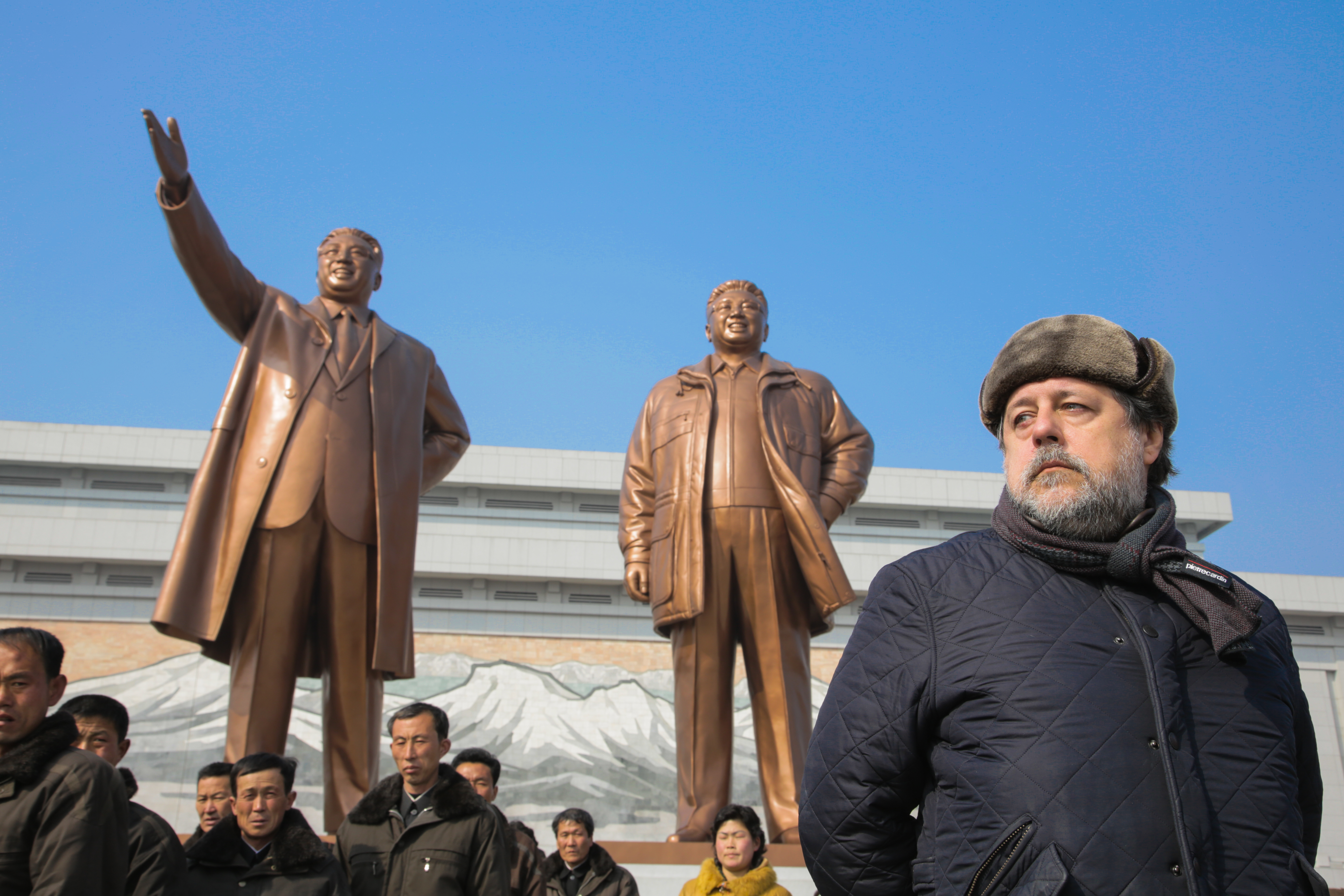
Mansky na Coreia do Norte em 2014.

A Coreia do Norte permitiu que apenas Mansky, a operadora de câmera Alexandra Ivanova e um assistente de som visitassem o país. Sem o conhecimento das autoridades norte-coreanas, Mansky contratou uma tradutora russa fluente em coreano mas sem nenhuma experiência em gravação de som, para atuar como o assistente de som. Mansky explicou: "Ela [a tradutora] era nossa espiã. Ela nos ajudava em saber o que eles [os guias norte-coreanos] estavam planejando para nós." Mansky e sua equipe fizeram três viagens para a Coreia do Norte, passando um total de dois meses no país. Embora os cineastas tivessem inicialmente garantidos três diferentes períodos de filmagem, os oficiais norte-coreanos cancelaram a já agendada terceira visita citando o surto de ébola. Baumann comentou sobre a visita cancelada: "pessoalmente, eu acho que eles não nos queriam filmando com qualquer tipo de pequena irritação." Baumann revelou que Mansky ficou tão frustrado com seus guias norte-coreanos que repetidamente o instruíam em como filmar que algumas vezes virava a câmera em direção a eles e começava a filmá-los.
Ao final de cada dia de filmagem, as autoridades reviam toda a gravação e deletavam as cenas que eles consideravam inaceitáveis. Para contornar esta censura e momentos não roteirizados, Mansky permitia que as câmeras digitais continuassem a filmar mesmo após os guias norte-coreanos gritarem "corta". A equipe empregou um sistema de gravação que registrava toda a filmagem em dois cartões de memória separados. A equipe entregava um dos cartões de memória às autoridades norte-coreanas para inspeção e escondia a outra cópia. De acordo com a produtora Simone Baumann, "A operadora de câmera foi muito corajosa. Ela colocava [o cartão de memória] dentro de suas calças quando ia ao banheiro. Ela dava um deles aos norte-coreanos e o segundo ela levava consigo." A equipe de filmagem, então, contrabandeava as filmagens para fora da Coreia do Norte.
A versão do filme contendo cenas aprovadas pela Coreia do Norte tem 60 minutos de duração, enquanto a "versão do diretor" com filmagens não aprovadas tem 106 minutos.

## Recepção
As autoridades norte-coreanas não aprovaram a exibição do filme após descobrirem que a equipe de filmagem tinha contrabandeado filmagens não autorizadas. O governo da Coreia da Norte apresentou queixa ao Ministério das Relações Exteriores russo que foi parceiro na produção, procurando proibir a exibição do filme. O pedido foi rejeitado pela Rússia e o filme foi exibido em festivais do país.
Imediatamente após o lançamento do filme, a família de Zin-mi condenou o projeto alegando que foi feito desonestamente e editado de maneira seletiva para produzir um "filme anti-Coreia do Norte." A família também alegou que foi Mansky que ensaiou as cenas com sua filha. A mãe de Zin-mi afirmou:  "Vitaly Mansky a dirigiu [Zin-mi], dizendo 'faça isso, faça aquilo'. Nós pensávamos que ele estava fazendo o documentário com o propósito de uma troca cultural amigável. Não sabíamos que Mansky era uma pessoa de mente tão maligna."
O filme foi exibido em diversos festivais de cinema pelo mundo. Foi lançado em salas da Rússia, Coreia do Sul e outros países. O filme teve exibição limitada nos cinemas dos Estados Unidos, estreando em 6 de julho de 2016, e arrecadou um total de  $92.329 de 6 salas de exibiçao. O curador do festival de cinema do Museu de Arte Moderna em Nova Iorque escolheu não exibir Under the Sun, temendo a possibilidade de um ataque cibernético por hackers norte-coreanos similares àqueles em resposta ao filme A Entrevista. A porta-voz do Museu, Margaret Doyle, posteriormente afirmou que o museu tinha desautorizado a sua decisão anterior e o curador já não era empregado pelo museu.

### Recepção dos críticos profissionais
Under the Sun recebeu análises positivas dos críticos. O Rotten Tomatoes relata 93% de análises favoráveis baseada em 25 críticas. No  Metacritic, o filme recebeu uma média de 81/100, baseada em 14 críticas, indicando "aclamação universal".
Robert Boynton da Universidade de Nova Iorque, autor do livro The Invitation-Only Zone sobre o rapto de cidadãos japoneses, afirmou: "Este filme confirma a realidade que tudo é ensaiado. Qualquer coisa que vejamos é o que eles querem que vejamos, as falas das pessoas são supridas para eles, que tudo é coreografado." Boynton também afirmou que não acredita que a família de Zin-mi sofreu qualquer consequência do filme, acrescentando que: "Acho que o maior problema seria provavelmente para as pessoas que negociaram e permitiram que Mansky entrasse no país e também para os inspetores que guiaram sua equipe. Eles podem estar em apuros."

## Prêmios e indicações
| Ano  | Prêmio                                          | Categoria           | Resultado |
| ---- | ----------------------------------------------- | ------------------- | --------- |
| 2015 | Tallinn Black Nights Film Festival              | Melhor diretor      | Venceu    |
| 2015 | Jihlava International Documentary Film Festival | Melhor documentário | Venceu    |
| 2016 | Lielais Kristaps                                | Melhor documentário | Venceu    |